# コルチュラ島
座標: 北緯42度57分 東経17度07分 / 北緯42.950度 東経17.117度

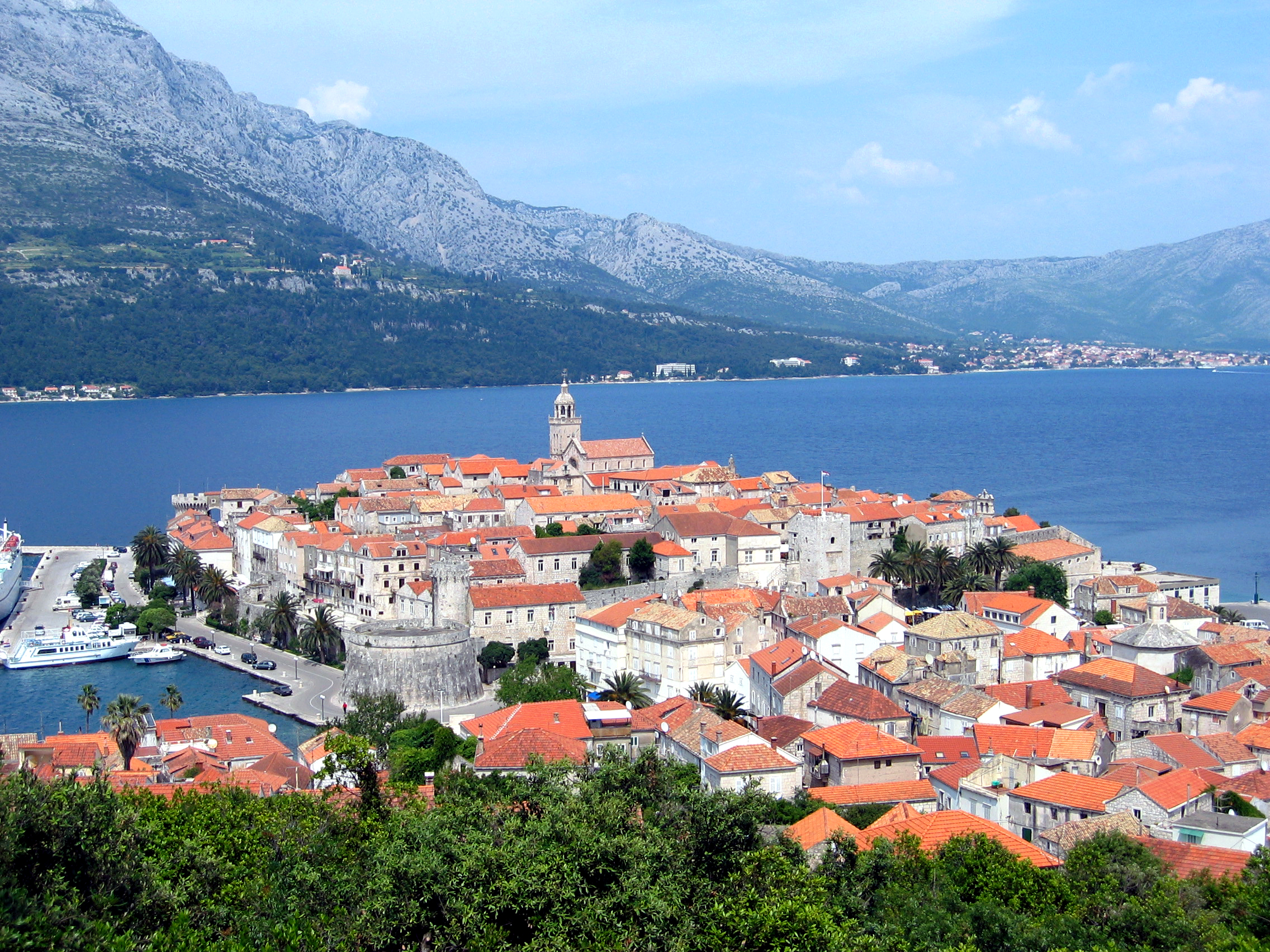
コルチュラの町

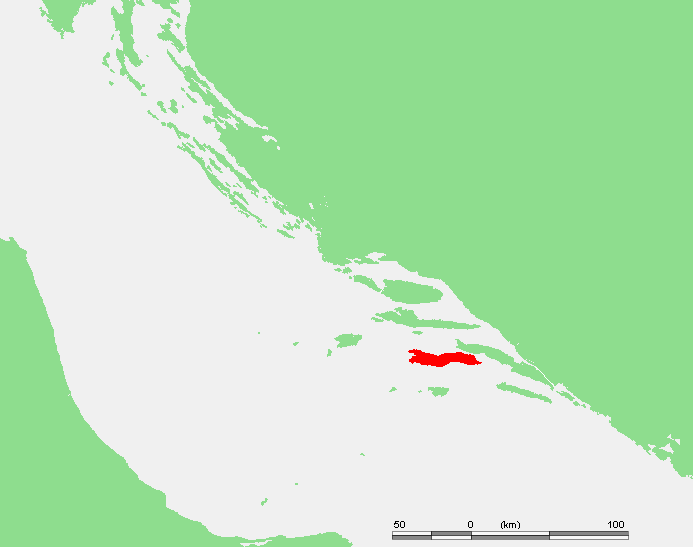
コルチュラ島の位置

コルチュラ島 （コルチュラとう、クロアチア語：Korčula、ギリシャ語：Κορκυρα Μελαινα、ラテン語：Corcyra NigraまたはKorkyra Melaina、古スラヴ語：Krkar、イタリア語及びヴェネツィア方言：Curzola）は、クロアチア、ドゥブロヴニク＝ネレトヴァ郡の島。アドリア海に浮かぶ。面積279平方キロメートル。島は東西に46.8キロメートルと長く、南北の長さ平均は7.8キロメートルと、細長い形をしている。本土のダルマチア地方と向かい合っている。島の総人口は16,182人（2001年）であり、ダルマチア諸島の中ではクルク島の次に人口が多い。そのうち96.77%はクロアチア人、残りは少数民族である 。

## 地理
コルチュラ島は、ダルマチア諸島の中ほどにあり、幅900メートルから3,000メートルほどの狭いペリェシャツ海峡（Pelješac）によって本土のペリェシャツ半島と切り離されている。のこぎりの歯のように入り組んだ海岸に沿うダルマチア諸島中、6番目の面積を持つ。島の最高点はクルプツァ（Klupca）の568メートル、コム（Kom）の510メートルである。気候は温暖である。1月の平均気温は9.8℃、7月の平均気温は26.9℃。年間平均降雨量は1,100ミリ。島は広大なマツ林を含む地中海性の植物相で主として覆われている。
島内の自治体は、コルチュラ（Korčula）、ヴェラ・ルカ（Vela Luka）とブラト（Blato）の町や、海岸部の村ルムバルダ（Lumbarda）とラチシチェ（Račišće）、内陸の村ジルノヴォ（Žrnovo）、ププナト（Pupnat）、スモクヴィツァ（Smokvica）、チャラ（Čara）からなる。主要道は、北岸沿いに走る分道があるラチシチェを除き、島の山沿いに東岸のルムバルダから西岸のヴェラ・ルカへ通って全ての居住区をつないでいる。コルチュラの町から、ペリェシャツ半島の町オレビチ、本土の村ドルヴェニクにフェリーが往復する。その他のフェリー便に、ヴェラ・ルカ＝スプリト間、ヴェラ・ルカ＝ラストヴォ島間がある。高速二連船が、コルチュラとヴェラ・ルカから、スプリト、フヴァル島、ラストヴォ島をつなぐ。主要なアドリア海フェリー定期船が、コルチュラをドゥブロヴニク、スプリト、ザダル、リエカを結び、夏期にはイタリアのアドリア海沿岸海港から直行便フェリーがある。

## 歴史

### 古代から中世
民族移動時代まで、島はローマ帝国の属州ダルマチアの一部だった。7世紀初頭、アヴァール人侵攻がこの地方へのスラヴ人移住をもたらしたと考えられている。異民族と呼ばれた人々がダルマチアの海岸に移住し始め、ローマ化されていた先住民らが沖合の島々へ逃れざるをえなかった。ダルマチア沿岸に沿って、アドリア海へ注ぐネレトヴァ川流域を手中にした内陸部から、スラヴ人移民がどっとなだれ込んだ。ネレトヴァ河口を守るコルチュラ（当時はCorcyra）も同様であった。9世紀にスラヴ人のキリスト教化が始まったが、島内の人里離れた場所に暮らす初期のスラヴ人移住者が完全に信仰を受け入れたのは後になってからのことだった。それにより、中世初期の島の人口は、沿岸部のセルビア人国家であるパガニア公国とおなじパガニア人であったと述べられている。

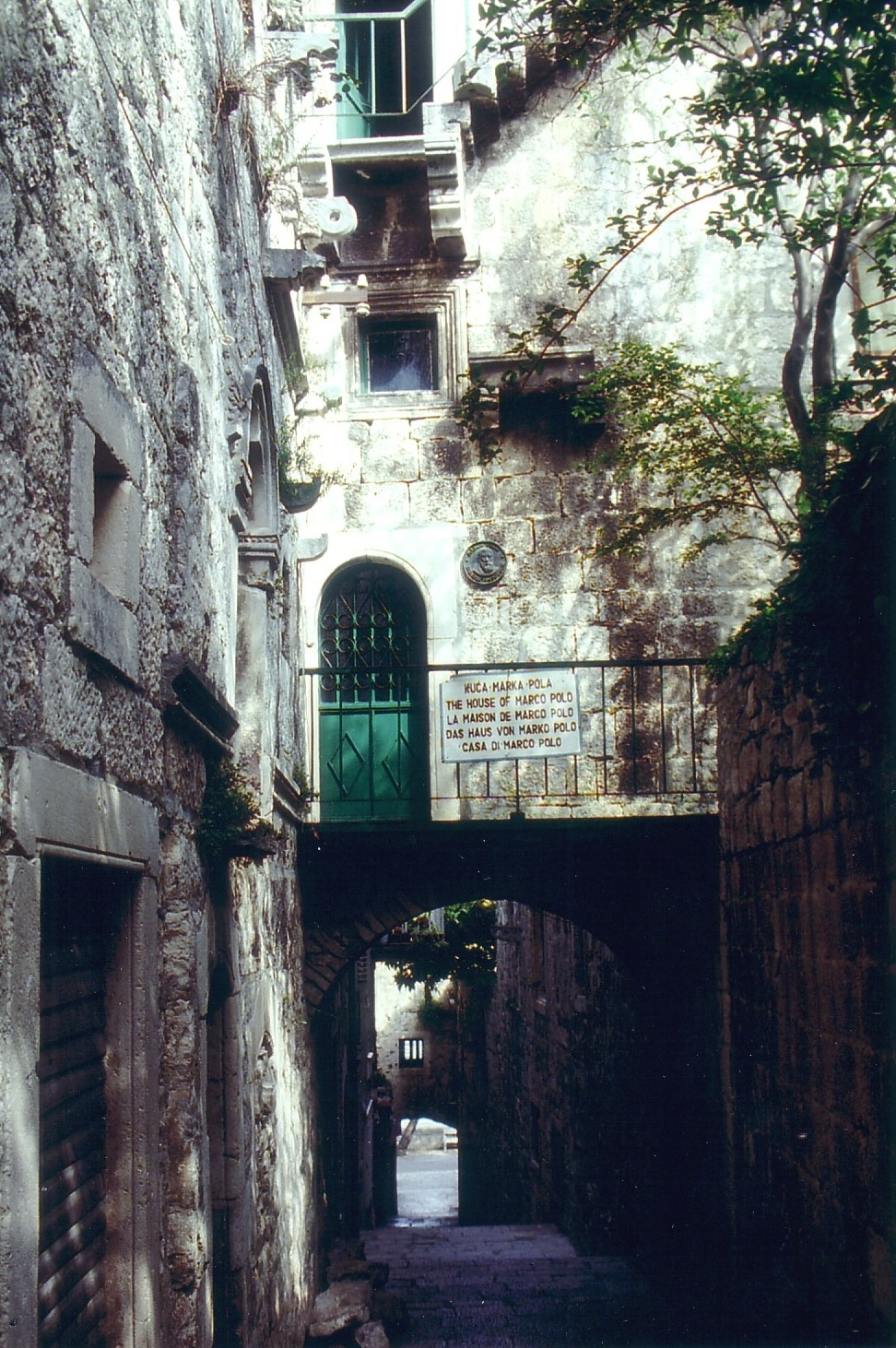
現在のコルチュラにある、マルコ・ポーロの生誕地とされる場所

### 中世
海賊行為を生業にする者たちがネレトヴァ川デルタ地帯の居住者として現れ、素早く新しい環境で航海技術を学んだことは明らかである。最初、ヴェネツィア商人らは、悪名高いダルマチア沿岸のパガニア人海賊から、自分たちの船の安全をはかるため年貢を支払うのを厭わなかった。9世紀以降、島はセルビア人王国の一部となった。その後、島は簡単に名目上東ローマ帝国が宗主権を持つセルビアの一部として、組み込まれた。998年、パガニア人の公国はヴェネツィア共和国の直接統治の下に下った。12世紀、コルチュラ島はヴェネツィア貴族ペポーネ・ゾルツィ（Pepone Zorzi）に占領され、ヴェネツィアに簡単に併合された。この時期、地元コルチュラ人支配者らは外交術を用いはじめ、島の独立性を堅く守るため町の特権付与を制定した。この特権は、とりわけ内政に関連し、さらに強力な隣人の存在を与えるものだった。
コルチュラ法令（Statute of Korčula）は、1214年に初めて起草された。これは11世紀と12世紀につくられたルースカヤ・プラウダ（en:Russkaya Pravda、キエフ大公国の法典）に次いで2番目に古い、スラヴ人の法律制定例である。当時、法令を島の自治体が請け負った。
1221年、ローマ教皇ホノリウス3世は島を、クロアチア有力貴族シュビッチ家（en:Šubić）のクルカ公に贈った。

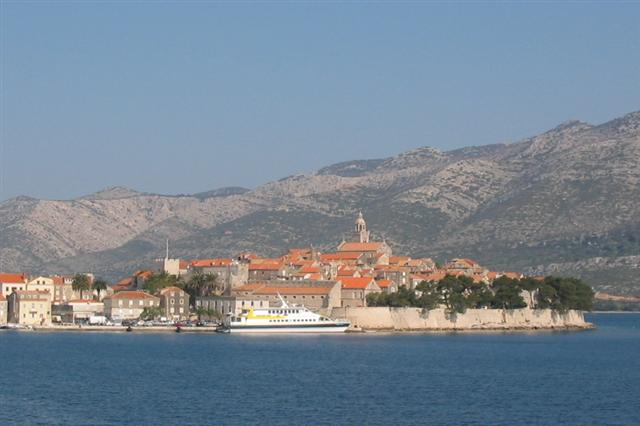
海側から見たコルチュラ

ヴェネツィア元首（ドージェ）ピエトロ2世オルセオーロ（在任：991年-1009年）は、ダルマチア公（Dux Dalmatinorum）位に就いた。12世紀のコルチュラ伯領は、ハンガリー王、また替わってジェノヴァ共和国よって大まかに治められ、短期間の独立時代を謳歌した。しかし1255年、マルシーリオ・ゾルツィが島の都市を征服し、島内の教会の一部を徹底的に破壊するか損傷を与え、伯爵にヴェネツィア宗主権の下へ下るよう強いた。地元の伝説によると、何の確たる証拠もないが、マルコ・ポーロは1254年にコルチュラで生まれ、商人の家系を起こしたとしている。記録に残っているジェノヴァがヴェネツィアを打ち負かした1298年のコルチュラの戦いで、ガレー船の司令官マルコ・ポーロが勝者に捕らわれ、ジェノヴァで捕虜生活を送る間に旅行記を書いたとするのがより明確である。しかし一部のイタリア人学者らは、ポーロがAyas（トルコの小さな町）近郊で敵と対戦した際に捕らえられたとしている。
1284年にローマ教皇マルティヌス4世が、1286年にホノリウス4世がラグーサ共和国大司教に対し文書を書いた後、大司教はペータルをストン（ペリェシャツ半島の町）及びコルチュラ司教に据えた。1291年、コルチュラ司教として、イヴァン・クルチッチ（Ivan Kručić）がコルチュラの町にいた。イヴァンは自身の上位聖職者にあたり、自分の教会領に含まれるストンと連合したがっていたフヴァル大司教と競った。1300年、教皇ボニファティウス8世は最終的に、ドゥブロヴニクにあるラグーサ大司教座の下にコルチュラ司教座を創設した。1333年、ラグーサ共和国がセルビア帝国からストンとペリェシャツを購入したことから、ストンにある半島を統括するカトリック教会の宗主権はコルチュラ司教座へ与えられた。
ハンガリー王国が島の支配権を回復したあとの1396年12月、ハンガリー王ジグムンド（のちの神聖ローマ皇帝ジギスムント）はゼタ公国のバルシッチ（en:Balšić）朝の公ジュラジ2世（Đurađ II Stracimirović）へ島を贈った。ゼタ公国の支配は、ジュラジ2世の死ぬ1403年まで続き、その後ハンガリー王の下へ主権は返された。1409年、再びヴェネツィア共和国の一部に組み込まれ、1413年から1417年の間は近隣のドゥヴロヴニク共和国に購入された。1420年、島はまだヴェネツィアに支配されることを明言した。1571年、ヴェネツィアがレパントの海戦でオスマン帝国海軍に対し堂々と共和国を防衛した。1776年から1797年まで、コルチュラ（当時イタリア語名クルツォラ）は、この地域のヴェネツィアの主要な要塞化兵器庫として、フヴァル島（イタリア語名レシナ）の後を引き継いだ。1797年のカンポ・フォルミオ条約でヴェネツィア共和国の領土はフランス共和国とハプスブルク家の間で分割され、コルチュラはハプスブルク家のものとなった。
1806年、フランス帝国が島を侵略し、イリュリア州（帝政期の行政区画、Provinces illyriennes）に併合した。セルビア帝国建国を描いていたモンテネグロの主教公ペータル1世ニェゴシュ（Peter I Njegoš）は、ロシア帝国海軍の援助を受けて1807年島を征服した。しかし、周辺国からの圧力で島は1815年にオーストリア帝国へ返還が決められ、それによって島はダルマチアのオーストリア直轄地の一部になった。1867年から、コルチュラはオーストリア＝ハンガリー帝国のチスレイタニア（Cisleithanian）の一部となった。

### 20世紀から現代
第一次世界大戦中、イタリアがイギリスとフランス側について参戦した見返りとして1915年のロンドン条約で、島はイタリア王国へ属することが約束された。しかし、戦後、コルチュラは（ダルマチアとともに）1918年、スロベニア人・クロアチア人・セルビア人国の一部となった。セルブ・クロアート・スロヴェーン王国に編入された後、1918年から1921年にイタリア支配を受けた。1939年、ザグレブを県都とするクロアチア県（ユーゴスラビア王国の行政区画）の一部となった。
1941年からユーゴスラビアを占領した枢軸国による統治時代、クロアチアの民族団体ウスタシャの部隊が、イタリアのファシスト政権に対してダルマチア大半とともに島を掌握した。1943年にイタリア＝連合国間に停戦が結ばれた後、短期間ユーゴスラビアのパルチザンらはこの地方で相当の援助を受けて支配をした。その後コルチュラはナチス・ドイツに占領され、1944年に最終的に解放された。1945年のユーゴスラビア解放とともに、ユーゴスラビア連邦人民共和国が成立、コルチュラ島は連邦を構成する6つの共和国の1つ、クロアチア人民共和国に属することとなった。国は1953年にユーゴスラビア社会主義連邦共和国に変わった。1991年以後、島は独立したクロアチア共和国の一部となった。

## 経済
経済は観光の他、農業を基盤とする（ワイン用ブドウ栽培、オリーヴ、果物生産を主とする）。漁業、水産加工業も行われている。かつて地元経済で重要だった造船業は今も存在する。夏期の観光は、島の長い伝統となっている。漁村と、村落でのアグロツーリズムが最近伸びてきている。